# Carychium minimum
Carychium minimum este o specie de melci de sol de dimensiuni foarte mici, ce face parte din familia Ellobiidae. Învelișul cochiliei este de 1.6→2.2 mm. lungime x 0.9→1.1 mm. lățime.